# 炒作
炒作是一種媒體現象，指通過誇大、扭曲或過度報導某些事件、人物或行為來吸引公眾注意力，以增加媒體銷量、收視率或點擊量的行為。這種現象在新聞媒體中尤為常見，記者可能會將小事化大，並在報導中加入主觀臆測和未經證實的內容。炒作不僅存在於傳統媒體，也廣泛存在於網絡媒體和社交平台上。在中國大陸，「炒作」一詞因赵本山2007年春晚小品《策划》中「把會下蛋的公雞給炒着做了」的台詞而成為流行語。此外，一些藝人和公眾人物也會為提高知名度而自行炒作新聞，這種行為可能導致虛假信息傳播，影響公眾對事實的認知，並可能對社會和諧、民主決策過程產生負面影響。

## 炒作的不良影响
炒作歪曲了傳遞給大眾的事實和真相，當人們未能掌握到真相的時候，會造成許多誤會、社會矛盾甚至內耗，造成社會分化及影響和諧。當人們將注意力和時間花於假新聞、無謂爭論上，亦會影響生產力和競爭力。
在民主制度下，如果人們接收了不正確的資訊，就很容易會作出錯誤的投票決定，影響長遠的政治和經濟發展。

## 參看
- 卖腐
- 網路爆紅現象
- 蘋果化
- 网络推手